# Høstmørke
Høstmørke (norveški: "Tama jeseni") je debitantski i jedini studijski album norveškog black/folk metal sastava Isengard. Album je 3. srpnja 1995. godine objavila diskografska kuća Moonfog Productions.

## Popis pjesama
Tekstovi i glazba: Fenriz. 
| 1.    | »Neslepaks« (obrnuta inačica riječi Skapelsen koja znači Stvaranje)                | 5:31 |
| 2.    | »Landet og havet« (Kopno i more)                                                   | 1:07 |
| 3.    | »I kamp med Kvitekrist« (U borbi s Kristom)                                        | 4:57 |
| 4.    | »I ei gran borti Nordre Åsen« (U smreci daleko na Sjevernom Grebenu; instrumental) | 3:43 |
| 5.    | »Over de syngende øde moer« (Iznad pjevajućih pustoši)                             | 5:52 |
| 6.    | »Thornspawn Chalice«                                                               | 8:10 |
| 7.    | »Total Death«                                                                      | 2:50 |
| 32:10 |                                                                                    |      |

## Zasluge
Isengard
- Fenriz – vokali, svi instrumenti, produkcija, inženjer zvuka

Dodatni glazbenici
- Aldrahn – dodatni vokali (na pjesmi 1)
- Vicotnik – dodatni vokali (na pjesmi 6)